# Condado de Conecuh
O Condado de Conecuh é um dos 67 condados do estado norte-americano do Alabama. De acordo com o censo de 2022, sua população é de 11.206 habitantes. A sede de condado e sua maior cidade é Evergreen. O condado foi fundado em 1818 e o seu nome provém de um termo em língua creek que significa "terra de canas".

## História
Por anos as áreas ao longo dos rios foram utilizadas por diversas culturas indígenas. Os exploradores franceses e espanhóis realizaram os primeiros contatos com o povo creek; posteriormente, os colonos britânicos iniciaram suas relações com a nação Creek, envolvendo-se com o comércio e outras relações interculturais. Dado o sistema matrilinear da sociedade creek, os filhos nascidos de pais colonos e mães creeks carregavam consigo o clã e status familiar de sua mãe o qual, recorrentemente, detinha alta importância. 
Durante a Guerra Revolucionária, o chefe Upper Creek Alexander McGillivray, filho de pai escocês, aliou-se aos britânicos na esperança de barrar os avanços coloniais sobre as terras tradicionais de seu povo. Comissionado como coronel, McGillivray nomeou Jean-Antoine Le Cerc, um aventureiro francês que viveu 20 anos entre os creeks, como chefe para liderar seus guerreiros. Durante a Guerra Creek, o condado foi cenário da Batalha de Burnt Creek.
O condado foi estabelecido pela legislatura estadual em 13 de fevereiro de 1818. Durante a Reconstrução - mais precisamente em 1868 - parte do seu território foi desmembrada pelo governo republicano para estabelecer o condado de Escambia. Localizado na planície costeira, o condado de Conecuh do século XIX foi predominantemente área do cultivo de algodão e de plantations, sendo ainda rural atualmente. Muitos afro-americanos saíram do condado na década de 1940,  durante a Segunda Grande Migração, rumo às áreas industriais de cidades maiores.

## Geografia
De acordo com o censo, sua área total é de 2.209 km², destes sendo 2.202 km² de terra e 7 km² de água.

### Condados adjacentes
- Condado de Butler, nordeste
- Condado de Convington, sudeste
- Condado de Escambia, sul
- Condado de Monroe, noroeste

## Transportes

### Principais rodovias
- Interstate 65
- U.S. Highway 31
- U.S. Highway 84
- State Route 41
- State Route 83

## Demografia
De acordo com o censo de 2022:
- População total: 11.328 habitantes
- Densidade: 5 hab/km²
- Residências: 6.461
- Famílias: 4,187
- Composição da população:
  - Brancos: 51,6%
  - Negros: 45,8%
  - Nativos americanos e do Alaska: 0,6%
  - Asiáticos: 0,3%
  - Duas ou mais raças: 1,7%
  - Hispânicos ou latinos: 2,8%

## Comunidades

### Cidades
- Evergreen (sede)

### Vilas
- Castleberry
- McKenzie (parcialmente no condado de Butler)
- Repton

### Comunidades não-incorporadas
- Belleville
- Bermuda
- Brooklyn
- Centerville
- Cohassett
- Johnsonville
- Lenox
- Loree
- Lyeffion
- Mixonville
- Nymph
- Paul
- Rabb
- Range
- Shreve
- Skinnerton
- Spring Hill